# Distoleon contubernalis
Distoleon contubernalis är en insektsart som först beskrevs av Robert McLachlan 1875.
Distoleon contubernalis ingår i släktet Distoleon och familjen myrlejonsländor. Inga underarter finns listade i Catalogue of Life.